# Session hijacking
Em ciência da computação, session hijacking (em português, sequestro de sessão, algumas vezes também conhecido como sequestro de cookie) é a exploração de uma sessão de computador válida, às vezes também chamada de uma chave de sessão - para obter acesso não autorizado a informações ou serviços em um sistema de computador. Particularmente, é utilizado para se referir ao roubo de um cookie mágico utilizado para autenticar um usuário em um servidor remoto. Ele tem particular relevância para os desenvolvedores web, quando os cookies HTTP usados para manter uma sessão em vários sites web podem ser facilmente roubados por um atacante (cracker) usando um computador intermediário ou com acesso aos cookies guardados no computador da vítima.
Um método popular é usar pacotes IP de origem roteada. Isso permite que um cracker no ponto A na rede participe de uma conversa entre B e C, incentivando os pacotes IP a passarem pela sua máquina.
Se o roteamento de origem for desligado, o cracker pode usar o sequestro "cego", pelo que adivinha as respostas das duas máquinas. Assim, o cracker pode enviar um comando, mas nunca pode ver a resposta. No entanto, um comando comum seria a definição de uma senha que permite o acesso de qualquer outro lugar na rede.
Um cracker também pode estar in-line entre B e C, usando um programa de sniffing para observar a conversa. Isto é conhecido como um ataque man-in-the-middle.